# Vauxhall Wyvern
Vauxhall Wyvern är en personbil, tillverkad i två generationer av den brittiska biltillverkaren Vauxhall mellan 1948 och 1957.

## Wyvern L (1948-51)
Vauxhall Wyvern introducerades 1948 tillsammans med den sexcylindriga systermodellen Velox. Konstruktionen var mycket modern, med toppventilsmotor, hydrauliska bromsar, och en självbärande kaross med utbyggt bagageutrymme.
Motor:
| Modell   | Motor              | Cylindervolym | Effekt | Bränslesystem   |
| -------- | ------------------ | ------------- | ------ | --------------- |
| Wyvern L | 4-cyl radmotor ohv | 1442 cm³      | 33 hk  | Enkel förgasare |

## Wyvern E (1951-57)
1951 uppdaterades modellen med en större pontonkaross. Redan efter ett år fick Wyvern en ny, kortslagig motor. Den fanns med två olika effektuttag, beroende på kompressionsförhållande.
Bilen ersattes 1957 av Vauxhall Victor. Wyvern E byggdes även i Australien av Holden. 
Motor:
| Modell   | Motor              | Cylindervolym | Effekt   | Bränslesystem   |
| -------- | ------------------ | ------------- | -------- | --------------- |
| Wyvern E | 4-cyl radmotor ohv | 1442 cm³      | 35 hk    | Enkel förgasare |
| Wyvern E | 4-cyl radmotor ohv | 1507 cm³      | 40-48 hk | Enkel förgasare |